# فيكرز في أي أم
فيكرز في أي أم (Vickers VIM، ألة فيكرز التدريبية) هي طائرة تدربية بسطحين بنيها شركة فيكرز لحساب جمهورية الصين باستعمال مخلفات طائرة أف إي 2دي التابعة للمصنع الملكي للطائرات و بباسنات جديدة ولها جهازي تحكم، واحد للمدرب والأخر للمتدرب. بني منها خمسة وثلاثون وحدة وتم تسليمها بداء من عام 1920.

## المواصفات
البيانات من Vickers Aircraft since 1908
الخصائص العامة
- الطاقم: 2
- الطول: 32 ft 4 in (9.86 m)
- باع الجناح: 47 ft 8 in (14.53 m)
- الارتفاع: 12 ft 4 in[2] (3.76 m)
- مساحة الجناح : 488 ft² (45.3 m²[2])
- الوزن فارغة: 2,950 lb (1,341 kg)
- الوزن محملة: 3,654 lb (1,661 kg)
- محرك الطائرة: 1 × رولز رويس إيغل VIII liquid cooled V-12 piston engine, 360 hp (269 kW)
- مراوح: Four bladed propellor, 1 per engine

الأداء
- السرعة القصوى: 87 knots (100 mph, 161 km/h)
- سقف الخدمة: 13,000 ft[2] (3,960 m)
- Climb to height: 8.25 min to 6,000 ft (1,830 m)
- Endurance: 2¾ hours
- Andrews, C.F. and Morgan, E.B. Vickers Aircraft since 1908. London:Putnam, 1988. (ردمك 0-85177-815-1).
- "The Vickers 'V.I.M.' School Machine." الطيران الدولي, 6 January 1921, p. 4-5.

```
مراجع}}
```

1. ↑  Andrews and Morgan 1988, p.482.
2. 1 2 3  Flight, 6 January 1921, p.5.